# Docirava reciproca
Docirava reciproca är en fjärilsart som beskrevs av Walker 1861. Docirava reciproca ingår i släktet Docirava och familjen mätare. Inga underarter finns listade i Catalogue of Life.